# Dicranomyia diversispina
Dicranomyia diversispina là một loài ruồi trong họ Limoniidae. Chúng phân bố ở miền Australasia.